# Сендеронги
Сендеронги, или коралловые лососи (лат. Plectropomus), — род лучепёрых рыб из семейства каменных окуней (Serranidae). Представители рода широко распространены в тропических районах Индийского и Тихого океанов. Максимальная длина тела представителей разных видов варьируется от 75 до 125 см. Хищники, питаются преимущественно рыбами. Протогинические гемафродиты.

## Описание
Тело удлинённое, массивное, несколько сжато с боков, цилиндрической формы; в средней части покрыто ктеноидной чешуёй. Высота тела укладывается 2,9—3,9 раза в стандартную длину тела. Длина головы превышает высоту тела и в 2,8—3,2 раза меньше длины тела. Верхний профиль головы выпуклый. Межглазничное расстояние плоское или слегка вогнутое. Рыло заметно длиннее диаметра глаза. Предкрышка закруглённая с тремя крупными шипами, направленными вентрально. Нижняя часть верхнего края предкрышки зазубренная. На жаберной крышке три плоских шипа, верхний и нижний шипы закрыты кожей. Ноздри расположены в небольшой бороздке перед глазами. Передние и задние ноздри равны по размерам, или задние ноздри крупнее передних. Нижняя челюсть выступает вперёд. Окончание верхней челюсти доходит до или выступает за вертикаль, проходящую через центр глаза. На обеих челюстях в передней части расположено по два изогнутых клыка; далее идут 2—3 ряда латеральных длинных тонких зубов; в задней половине челюстей зубы становятся ворсинковидными. На нижней челюсти в середине латеральных рядов 1—4 увеличенных клыковидных зуба. На сошнике и нёбе узкие полосы ворсинковидных зубов.. У взрослых особей на задней части верхней челюсти нет костного набалдашника. Хорошо развита подчелюстная кость. В спинном плавнике 7—8 жёстких и 10—12 мягких лучей. Третий и четвёртый лучи длиннее остальных, но короче самого длинного мягкого луча. Основания жёсткой и мягкой частей спинного плавника равны по длине. В анальном плавнике 3 тонких жёстких и 8 мягких лучей. Первый и второй жёсткие лучи вросшие и почти не видны у взрослых рыб. Грудные плавники короткие с закруглёнными краями, с 14—18 мягкими лучами, средние лучи самые длинные. Длина брюшных плавников равна длине грудных плавников. Хвостовой плавник усечённый или с небольшой выемкой.

## Классификация
В составе рода выделяют 7 видов:
- Plectropomus areolatus (Rüppell, 1830)
- Plectropomus laevis (Lacepède, 1801) — Чернопятнистый сендеронг
- Plectropomus leopardus (Lacepède, 1802) — Пятнистый сендеронг[2]
- Plectropomus maculatus (Bloch, 1790) — Коралловый сендеронг[2]
- Plectropomus oligacanthus (Bleeker, 1855)
- Plectropomus pessuliferus (Fowler, 1904)
- Plectropomus punctatus (Quoy & Gaimard, 1824)

Предлагается присвоить некоторым подвидам статус вида, но пока данные изменения не включены в базы данных FishBase и WoRMS:
- Plectropomus marisrubri Randall & Hoese 1986
- Plectropomus powelli (Smith, 1964)